# Balków
Balków [pronunciación en polaco: /ˈbalkuf/] es un pueblo ubicado en el distrito administrativo de Gmina Piątek, dentro del Distrito de Łęczyca, Voivodato de Łódź, en Polonia central. Se encuentra aproximadamente a 6 kilómetros al oeste de Piątek, a 15 kilómetros al este de Łęczyca, y a 34 kilómetros al norte de la capital regional Łódź.
El pueblo tiene una población de 420 habitantes.